# Frauenkron
Frauenkron ist ein Ortsteil der Gemeinde Dahlem im Kreis Euskirchen in Nordrhein-Westfalen in der Nordeifel.

## Lage
Frauenkron grenzt direkt an Hallschlag und somit die Verbandsgemeinde Gerolstein im Nachbarbundesland Rheinland-Pfalz.
Der Ort liegt westlich von Kronenburg. Am Ortsrand treffen sich die Landesstraßen 17 und 22 mit der Kreisstraße 73. Im Ort mündet der Lewertbach in die Kyll, die in der Nähe ihre Quelle hat.

## Geschichte

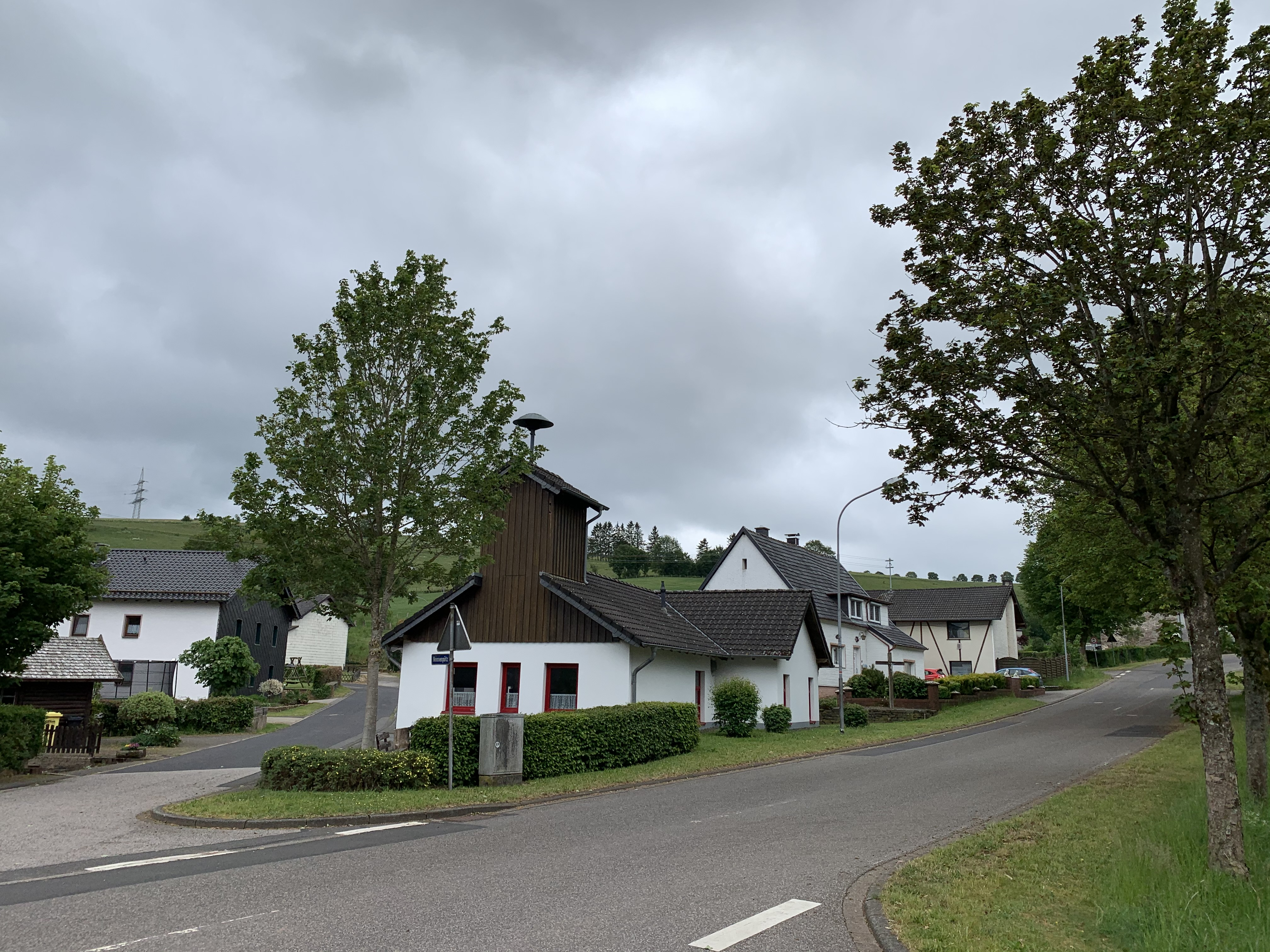
Freiwillige Feuerwehr

Bereits im 13. Jahrhundert wurde in Frauenkron ein Zisterzienserinnenkloster gegründet. Dieses wurde 1253 erstmals erwähnt und 1289 als Schenkung an die Abtei Steinfeld übergeben. Der Ortsname Frauenkron wurde erst um 1649 erwähnt.
Im Jahre 1802 wurde das Kloster zwecks Abbruchs veräußert.
Während der französischen Besatzung des Rheinlandes wurde die Verwaltungsgliederung reformiert. Frauenkron gehörte mit Schnorrenberg, Neuhaus, Metzigeroder, Ober- und Unterdalmerscheid, Schopphof und Berk zur Mairie Berk. Hieraus wurde nach Ende der Besatzungszeit die Gemeinde Berk, die vom Amt Hellenthal verwaltet wurde.
Am 1. Oktober 1934 wurde im Rahmen einer kommunalen Neugliederung die Gemeinde Berk, welche lediglich noch aus den Ortschaften Berk und Frauenkron mit Schopphof bestand, dem Amt Schmidtheim zugeteilt. Mit der Auflösung des Amtes Schmidtheim am 1. Juli 1969 wurde Berk nach Dahlem eingemeindet. Seitdem ist Frauenkron ein Ortsteil der Gemeinde Dahlem.
Im Jahr 1992 lebten 246 Einwohner im Ort.

## Kultur und Sehenswürdigkeiten

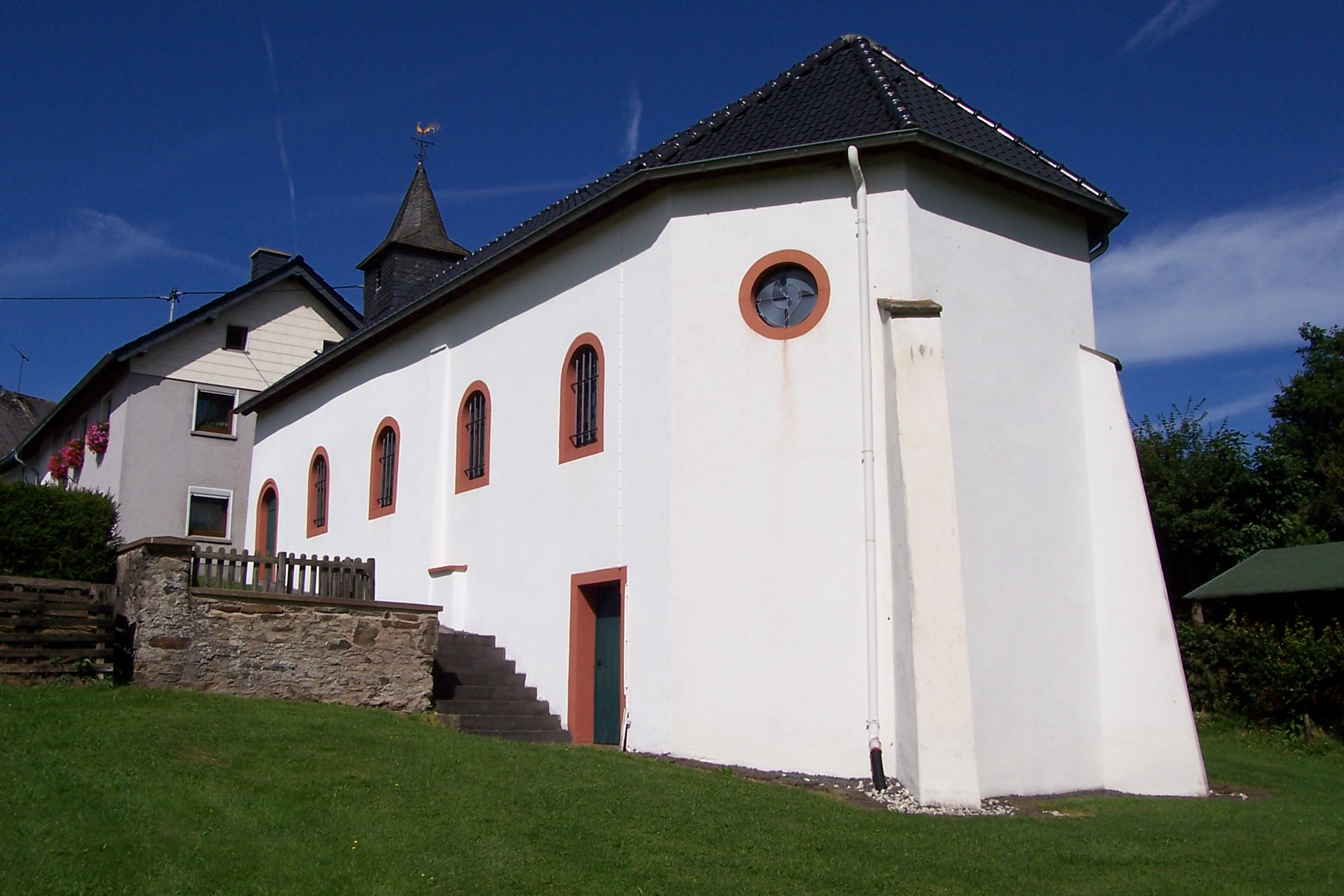
Barbarakapelle (Dahlem-Frauenkron)

Bereits im 18. Jahrhundert wurde die Barbarakapelle erbaut, die Barbara von Nikomedien gewidmet ist. In ihr befindet sich ein sehenswerter Säulenaltar. 1944 wurde die Kapelle im Zuge des Zweiten Weltkrieges vollkommen zerstört und 1952 wieder aufgebaut.

## Verkehr
Die VRS-Buslinie 834 der RVK verbindet den Ort, überwiegend als TaxiBusPlus nach Bedarf, mit Dahlem, Kronenburg, Berk und Schmidtheim.
| Linie | Verlauf |
| ----- | --- |
| 834   | MiKE (außer im Schülerverkehr): (Blankenheim –) Schmidtheim – Dahlem Bf – Baasem – Kronenburg – Kronenburgerhütte – Frauenkron – Berk |